# عزلة الحيدة (شبوة)

تعديل مصدري - تعديل

عزلة الحيدة هي إحدى عزل مديرية مرخة العليا في محافظة شبوة اليمنية ويبلغ تعداد سكانها 7744 نسمة حسب التعداد السكاني في اليمن لعام 2004.

## روابط خارجية
- الجهاز المركزي للإحصاء بالجمهورية اليمنية
- المركز الوطني للمعلومات باليمن
- World Gazetteer:Yemen
- الدليل الشامل